# Шаумяновка (Абхазия)
Шаумяновка или Цкыбын (абх. Ҵҟыбын, груз. შაუმიანოვკა) — село в Абхазии, в Гулрыпшском районе частично признанной Республики Абхазия, согласно административному делению Грузии — в Гульрипшском муниципалитете Абхазской Автономной Республики. 
Согласно историко-этимологическому исследованию доктора филологических наук В. Е. Кварчия, на карте 1842 года существующая местность обозначена как Цкыбун (абх. Ҵҟыбын). В связи с открытием в 1883 году Драндского мужского монастыря в Верхней Дранде, в конце XIX века возник населённый пункт Архиерейское. В первые годы Советской власти Цкыбун-Архирейское переименовывается в село Шаумяновское. В 1940-е годы местные власти меняют название на грузинский вариант Наринджовани, однако затем возвращают вариант Шаумяновка. В 1996 году властями Республики Абхазия Шаумяновка переименована в Цкыбын.

## Население
В 1959 году в селе Шаумяновка жило 1365 человек, в основном армяне. В 1989 году в селе жило 1965 человек, также в основном армяне. В результате переписи 2011 года население составило 2145 человек.